# アンフォンド
アンフォンド（Impfondo）は、コンゴ共和国北部のリクアラ県の県都。
アンフォンド郡に属する。
2023年国勢調査速報結果の人口は3万8240人。

## 概要
ウバンギ川沿いに位置し、対岸はコンゴ民主共和国である。
空港と河港があり、下流の首都ブラザヴィルや上流の中央アフリカ首都バンギまで船や艀が往来している。

## 交通

### 空港
- アンフォンド空港（英語版）

## アンフォンドを舞台にした作品
- 幻獣ムベンベを追え：高野秀行、2003年、集英社文庫